# 朝觐护照

朝觐护照

朝觐护照（阿拉伯语：‎）是一种特殊的护照，只允许持有人在入境沙特阿拉伯进行朝觐活动时使用。目前，该护照已经停止发行及使用，并且自2009年开始，沙特阿拉伯当局只允许使用普通护照入境进行朝觐活动。

## 發行國家
- 阿富汗
- 阿尔及利亚
- 巴林
- (僅給予孟加拉穆斯林)
- 中国 (僅給予中國穆斯林)
- 埃及
- (僅給予厄立垂亞穆斯林)
- 印度 (僅給予印度穆斯林)
- 印度尼西亞 (僅給予印尼穆斯林)
- 伊朗
- 约旦 (同時也給予以色列穆斯林簽發臨時約旦護照和朝覲護照)
- 科威特
- 黎巴嫩 (僅給予黎巴嫩穆斯林)
- 利比亞
- 马来西亚 (僅給予馬來西亞穆斯林)
- 馬爾地夫
- 摩洛哥
- 巴基斯坦[3][4]  (大多數巴基斯坦穆斯林，不包括艾哈邁迪耶穆斯林)
- 巴勒斯坦 (僅給予阿拉伯穆斯林)
- 菲律賓 (僅給予菲律賓穆斯林)
- 塞内加尔
- [5]
- 叙利亚
- 泰國 (僅給予泰國穆斯林;另見沙特阿拉伯—泰国关系)
- 突尼西亞
- 阿联酋